# Insigna „A 10-a aniversare a OSTK”

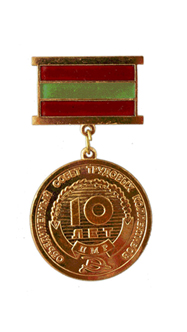
Insigna "A 10-a aniversare a OSTK"

Insigna "A 10-a aniversare a OSTK" (în rusă Нагрудный знак "10 лет ОСТК") este una dintre decorațiile jubiliare ale auto-proclamatei Republici Moldovenești Nistrene. Ea a fost înființată prin decretul nr. 141 al președintelui RMN, Igor Smirnov, din data de 24 iunie 1999.

## Statut
Insigna "A 10-a aniversare a OSTK" este semnul aniversar al organizației sociale și politice - Sovietul Unit al Sindicatelor Muncitorești din Republica Moldovenească Nistreană (OSTK). 
Insigna aniversară este acordată acelor cetățeni, care au luat parte activă la transpunerea în realitate a hotărârilor Sovietului Unit al Sindicatelor Muncitorești de creare, apărare și dezvoltare a Republicii Moldovenești Nistrene (RMN). Ea se acordă pe baza deciziei Adunării Generale a Sovietului Unit al Sindicatelor Muncitorești la propunerea sindicatelor componente sau al sovietului unit. Poate fi acordată și cetățenilor străini. Lista celor care au primit distincția este prezentată de către președintele Sovietului Unit al Sindicatelor Muncitorești.
Insigna aniversară "A 10-a aniversare a OSTK" se poartă pe partea dreaptă a pieptului și în prezența și a altor decorații, este aranjată după decorațiile de stat ale Republicii Moldovenești Nistrene. 

## Descriere
Insigna aniversară "A 10-a aniversare a OSTK" este confecționată din alamă și are formă circulară cu diametru de 30 mm. Pe aversul medaliei se află inscripția în arc de cerc "Объединенный Совет трудовых коллективов" ("Sovietul Unit al Sindicatelor Muncitorești"). În partea de jos este reprezentată imaginea secerii și ciocanului. În partea de mijloc a medaliei este gravată pe două rânduri inscripția "10 лет" ("10 ani"). Deasupra inscripției sunt dispuse circular frunze de stejar, iar dedesubtul inscripției o bandă cu literele "ПМР" săpate în metal. Toate imaginile și inscripțiile sunt convexe. Medalia este mărginită de borduri circulare și convexe. Pe reversul medaliei se află inscripția convexă "ОСТК 1989-1999". 
Medalia este prinsă printr-o ureche de un cadru rectangular din alamă cu dimensiunile de 28 X 18 mm. Suprafața cadrului este împărțită în trei fâșii transversale de dimensiuni egale: două de smalț emailat roșu și una de smalț emailat verde, simbolizând culorile steagului național al Republicii Moldovenești Nistrene. Pe reversul panglicii se află o agrafă pentru prinderea decorației de haine.